# Lista över offentlig konst i Gamla stan i Stockholm
Lista över offentlig konst i Gamla stan i Stockholm är en ofullständig förteckning över utomhusplacerade skulpturer och annan offentlig konst i stadsdelarna Riddarholmen och Gamla stan i Stockholm.

| Titel                                               | Konstnär(er)                     | Årtal        | Beskrivning                             | Typ - material               | Plats Koordinater                                                                                              | Bild                                    |
| --------------------------------------------------- | -------------------------------- | ------------ | --------------------------------------- | ---------------------------- | --- | --------------------------------------- |
| Arkipelag                                           | Bengt-Åke Hellman                | 2011         |                                         | Skulptur                     | Sparreska palatsets terrass på Högsta förvaltningsdomstolen. Inte synlig från allmän plats. 59.32445, 18.06351 |                                         |
| Birger Jarl                                         | Bengt Erland Fogelberg           | 1854         |                                         | Staty - brons                | Birger Jarls torg 59.32511, 18.06385                                                                           | Birger Jarl                             |
| Järnpojken Även känd som: Pojke som tittar på månen | Liss Eriksson                    | 1967         |                                         | Järn                         | Finska kyrkans gård, Bollhustäppan 59.32556, 18.07222                                                          | Järnpojken                              |
| Gallergrind                                         | Dagmar Lodén                     | 1967         |                                         | Smidesjärn                   | Bollhustäppan 59.32548, 18.07219                                                                               |                                         |
| Evert Taube                                         | Willy Gordon                     | 1990         |                                         | Brons                        | Evert Taubes terrass 59.325, 18.06139                                                                          | Evert Taube                             |
| Solbåten                                            | Christian Berg                   | 1966         |                                         | Granit                       | Evert Taubes terrass, Riddarholmen 59.32456, 18.06169                                                          | Solbåten                                |
| Tungviktare                                         | Sven Lundqvist                   | 1967         |                                         | Brons                        | Gåstorget 59.325, 18.06872                                                                                     | Tungviktare                             |
| Evert Taube                                         | Karl Göte Bejemark               | 1985         |                                         | Brons                        | Järntorget 59.32271, 18.0733                                                                                   | Evert Taube                             |
| Bågspännaren                                        | Christian Eriksson               | 1916         |                                         | Brons                        | Kornhamnstorg 59.32278, 18.07139                                                                               | Bågspännaren                            |
| Kristina Gyllenstierna                              | Theodor Lundberg                 | 1912         |                                         | Staty - brons                | Kungliga Slottet - Yttre Borggården koordinater saknas                                                         | Kristina Gyllenstierna                  |
| Sankt Göran och draken                              | Efter Bernt Notke                | 1912         |                                         | Fontänskulptur - brons       | Köpmanbrinken 59.3251, 18.07364                                                                                | Sankt Göran och draken                  |
| Prinsessan                                          | Alfred Olsson                    | 1913         |                                         | Brons                        | Köpmanbrinken 59.32507, 18.07366                                                                               | Prinsessan                              |
| Riddarholmsbroarna                                  | Bengt Inge Lundkvist             | 1981         |                                         | Brons                        | Munkbron 7 59.32478, 18.06694                                                                                  | Riddarholmsbroarna                      |
| Familjen                                            | Pye Engström                     | 1973         |                                         | Brons                        | Mälartorget 59.32282, 18.0709                                                                                  | Familjen                                |
| Lars Johan Hierta                                   | Christian Eriksson               | 1927         |                                         | Staty - brons                | Riddarhustorget 7-9, koordinater saknas                                                                        | Lars Johan Hierta                       |
| Sjöguden                                            | Carl Milles                      | 1931         |                                         | Röd granit                   | Skeppsbron intill Räntmästartrappan 59.32233, 18.07531                                                         | Sjöguden                                |
| Gustav III                                          | Johan Tobias Sergel              | 1808         |                                         | Brons                        | Skeppsbrokajen 59.32675, 18.07497                                                                              | Gustav III                              |
| Olaus Petri                                         | Theodor Lundberg                 | 1898         |                                         | Staty - brons                | Slottsbacken, utanför Storkyrkans västra fasad koordinater saknas                                              | Olaus Petri                             |
| [[Karl XIV Johans staty\|Karl XIV Johan]]           | Bengt Erland Fogelberg           | 1854         |                                         | Brons                        | Karl Johans Torg, Slussplan 5-11 59.32167, 18.07306                                                            | Karl XIV Johan                          |
| Dimman                                              | Gusten Lindberg                  | 1910         |                                         | Brons                        | Strömparterren koordinater saknas                                                                              | Dimman                                  |
| Solsångaren                                         | Carl Milles                      | 1926         |                                         | Brons                        | Strömparterren 59.32838, 18.07079                                                                              | Solsångaren                             |
| Yngling bestiger häst                               | Ivar Johnsson                    | 1956         |                                         | Granit                       | Tyska stallplan 59.32376, 18.07283                                                                             | Yngling bestiger häst                   |
| Gustav Vasa                                         | Pierre Hubert L'Archevêque       | 1773         |                                         | Brons                        | framför Riddarhuset 59.32572, 18.06604                                                                         | Gustav Vasa                             |
| Fris                                                | Stig Blomberg                    | 1935         |                                         |                              | Kanslihuset koordinater saknas                                                                                 | Fris                                    |
| Axel Oxenstierna                                    | John Börjeson                    | 1890         | Staty av Axel Oxenstierna               | Staty                        | Trädgården till Riddarhuset koordinater saknas                                                                 | Axel Oxenstierna                        |
| Obelisken                                           | Jean-Louis Desprez               | 1798-1800    |                                         | Sten                         | Slottsbacken 59.32587, 18.07151                                                                                | Obelisken                               |
| Hammurábi                                           | Hertha Hillfon                   | 1999         | En tupp                                 | Brons                        | Österlånggatan 1 59.32601, 18.07383                                                                            | Hammurábi                               |
| Morgon                                              | Ivar Johnsson                    | 1960         |                                         | Brons                        | Kanslihusannexets gård 59.32603, 18.06813                                                                      | Morgon                                  |
| Hoppet och Försiktigheten                           | Daniel Kortz                     | 1702         |                                         | Sten                         | I Storkyrkoboden 59.32547, 18.07017                                                                            | Hoppet och Försiktigheten               |
| Moder Svea och de fyra stånden                      | Theodor Lundberg                 | 1904         |                                         | Granit                       | Östra fasaden på Gamla Riksdagshuset koordinater saknas                                                        | Moder Svea och de fyra stånden          |
| Mor och barn                                        | Bror Marklund                    | 1956         |                                         | Brons                        | innegården i Kanslihuset vid Mynttorget 59.32661, 18.06767                                                     | Mor och barn                            |
| Slottslejonen                                       | Bernard Fouquet                  |              |                                         | Brons                        | Lejonbacken 59.32731, 18.07108                                                                                 | Slottslejonen                           |
| Förnuftet, och Den gudomliga kärleken               | Peter Schultz                    | 1675         |                                         | Sandsten                     | I Storkyrkoboden 59.32547, 18.07017                                                                            | Förnuftet, och Den gudomliga kärleken   |
| Sankt Göran och draken                              | tidigare tillskriven Bernt Notke | omkring 1489 | Sankt Göran och draken                  | Eke                          | inne i Storkyrkan 59.32582, 18.07054                                                                           | Sankt Göran och draken                  |
| Minnestavla på Carl Larssons födelsehus             | Okänd                            |              | Minnestavla på Carl Larssons födelsehus | Minnestavla - relief i brons | Prästgatan 78 koordinater saknas                                                                               | Minnestavla på Carl Larssons födelsehus |
| Riksäpplet                                          | Okänd                            |              | Skulptur av Riksäpple                   | Skulptur - vätögranit        | Stallbron koordinater saknas                                                                                   | Riksäpplet                              |
| Fyra "enleveringsgrupper"                           | Bernard Fouquet                  | 1897         |                                         | Brons                        | sydfasaden på Stockholms slott 59.32694, 18.07167                                                              | Fyra "enleveringsgrupper"               |
| Moder Svea                                          | Rolf Adlersparre                 |              |                                         |                              | ovanför porten till tidigare Enskilda Banken, Stora Nygatan 40-42 koordinater saknas                           | Moder Svea                              |
| Portalutsmyckning med emblem                        | Stig Blomberg                    | 1936         |                                         | Sten                         | Utbyggnad av Tullhuset, Österlånggatan 47-49 59.32313, 18.07376                                                | Portalutsmyckning med emblem            |
| Reflektion, Himlavalv, Reflex 1 och 2               | Kazuyo Nomura                    | 2004         |                                         | Textil                       | Svea hovrätt, inomhus. koordinater saknas                                                                      |                                         |